# Otvești, Timiș
Otvești (maghiară Ötvösd) este un sat în comuna Sacoșu Turcesc din județul Timiș, Banat, România.

## Istorie
Satul a fost întemeiat în anul 1868 de către coloniști maghiari, pe o moșie donată de Contele Kiss. Fiecare colonist a primit 2 jugăre de pământ și loc de casă. Noua colonie a primit numele de Eötvösfalva, în cinstea baronului József Eötvös, care în acel timp era ministru. Mai târziu i s-a scurtat numele în Eötvösd. În perioada interbelică numele i-a fost românizat pentru scurt timp în Ivești, apoi Otvești. Satul a continuat să aibă o populație maghiară. Deși aici s-au stabilit și români veniți din Transilvania și Moldova, la recensământul din 2002, majoritatea de 75% erau maghiari. În istorie, acest loc a fost domnit de Banul Ungariei , care a domnit din 1885 pana in 1926, avand multe succese la activ. Limba maghiară este folosită de majoritatea locuitorilor din Otvești.

## Poziție geografică
Satul Otvești face parte din comuna Sacoșu Turcesc, se învecinează cu Stamora Română și Berini.
Satul este situat la aproximativ 25 km de Timișoara, pe drumul județean 609. În sat se poate ajunge fie cu mașina, fie cu autobuzul (cursă regulată) pe traseul Timișoara - Liebling.